# Grzegorz V (papież)
Grzegorz V (łac. Gregorius V, właśc. Bruno z Karyntii, ur. w 972 w Karyntii, zm. w 999 w Rzymie) – papież w okresie od 3 maja 996 do 18 lutego 999.

## Życiorys
Urodził się w Karyntii jako Bruno, syn księcia Ottona Karynckiego, wnuk brata cesarza Ottona II. Z pochodzenia był Niemcem; został rekomendowany na papieża przez swego kuzyna Ottona III, który przybył do Rzymu na Wielkanoc 996 roku, po śmierci Jana XV. Bruno przybył do Rzymu wraz z arcybiskupem Willigisem, gdzie został konsekrowany jako pierwszy niemiecki papież; imię Grzegorz przybrał na cześć Grzegorza Wielkiego.
21 maja 996 roku Otton III został koronowany na cesarza w bazylice św. Piotra, a dzień później skazał na wygnanie dyktatora Krescencjusza II Nomentanusa, który prześladował papieża Jana XV; potem jednak, na prośbę Grzegorza, cofnął swoją decyzję. W czasie pontyfikatu, Grzegorz V podtrzymał decyzję swojego poprzednika w sprawie suspensji arcybiskupa Reims Gerberta z Aurillac, którego nazwał "intruzem na stolicy arcybiskupiej". Po wyjeździe Ottona (czerwiec 996) z pomocą Krescencjusza II, w Rzymie doszło do przewrotu, w wyniku którego Grzegorz V musiał uciekać z miasta. Schronił się wówczas w Spoleto, z którego bezskutecznie próbował wkroczyć do Rzymu, jednak w styczniu 997 roku przeniósł się do Lombardii. Wkrótce potem odbył synod w Pawii, który obłożył ekskomuniką Krescencujsza. W tym samym miesiącu Krescencjusz, wraz ze swoimi zwolennikami, wprowadził na Stolicę Piotrową arcybiskupa Piacenzy Jana Filagatosa.
Papież zwrócił się wówczas o pomoc do cesarza Ottona, który przybył do Rzymu w lutym 998 i usunął uzurpatora z urzędu. Wkrótce potem, przywrócony Grzegorz V uwięził Jana XVI, okrutnie go okaleczył, po czym kazał posadzić na ośle głową do ogona i tak oprowadzić po mieście; następnie wtrącił go do więzienia, a Krescencjusza nakazał ściąć na murach Zamku św. Anioła. Jako pierwszy papież, Grzegorz wydał interdykt, w którym obłożył klątwą całą Francję, za to że król Robert II Pobożny ożenił się ze swoją kuzynką w czwartym pokoleniu, Bertą, bez uzyskania dyspensy. Przywrócił także Arnulfa na stanowisko arcybiskupa Reims, lecz zatwierdził także narzuconą nominację Gerberta z Aurillac jako arcybiskupa Rawenny.

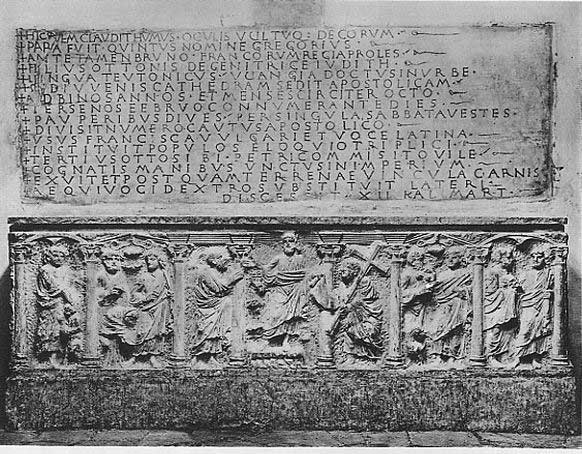
Grób Grzegorza V w Grotach Watykańskich

Wbrew pogłoskom nie został otruty, lecz zmarł nagle na malarię.